# Lindholms län
Lindholms län (danska: Lindholm Len) var ett danskt län i Skåne knutet till Lindholmens slott.
Länet bildades före 1370 av  Ingelstad och Järrestads häraden. 1517 tillfördes  Oxie och Bara häraden. Senare bildades år 1526 överfördes Oxie, Ingelstad och Järrestads härader till Malmöhus slottslän. 1526 tillfördes Färs härad som redan 1535 utbröts. 1534 tillfördes Skytts härad. 1540 uppgick länet, då med Bara och Skytts härader, i Malmöhus slottslän. 

## Hövitsmän och länsmän
| - 1370–1372 rigsråd Peder Nielsen Jernskæg - 1376 Henrik Josefsen Krabbe - 1377–1381 Anders Jakobsen Grim (död 1381) - 1384–1389 Jacob Mus Drefeld - 1406 Magnus von Ahlen - 1419–1427 Jens Grim Has - 1435 Frederik Wardenberg - 1442–1443 ärkebiskop Hans Laxmand (död 1443) | - 1443 troligtvis tillfallet kronan - 1456–1460 Stig Olufsen Krognos - 1466–1484 Peder Nielsen Thott - 1486 Jens Holgersen Ulfstand - 1486–1491 Tønne Vernersen Parsberg - 1495 Eskil Gøye - 1514 Axel Brade i pant | - –1517 Niels Hak i pant - 1517–1522 Johan Oxe till Nielstrup - 1522–1526 Albert Jepsen Ravensberg - 1526–1534 Mourids Jepsen Sparre, med flera, i pant - 1534 greve Kristoffer (svärson) - 1534–1540 Mogens Gyldenstjerne - 1540 lagt under Malmöhus |